# Laxta friedmani
Laxta friedmani es una especie de cucaracha del género Laxta, familia Blaberidae, orden Blattodea.

## Distribución
Se distribuye por Australia, en el estado de Nueva Gales del Sur.

## Taxonomía
Fue descrita por Roth, L. M. en 1992 y publicada en Roth, L. M. 1992. The Australian cockroach genus Laxta Walker (Dictyoptera: Blattaria: Blaberidae). Invertebrate Taxonomy 6:389-435.